# To-Shin Do
Il To-Shin Do è uno stile di arti marziali elaborato da Stephen K. Hayes come metodo per insegnare il ninjutsu (o taijutsu) in maniera più accessibile ad un pubblico americano. Attualmente è praticato, oltre che negli Stati Uniti, anche nel Regno Unito, in Belgio, in Sudafrica e in Italia. Le organizzazioni precedenti ad esso, la Shadow of Iga Ninja Society ed il Nine Gates Institute, si basavano maggiormente sui metodi didattici del Bujinkan. Il To-Shin Do è stato studiato con l'obiettivo di adattare le tecniche tradizionali di taijutsu a un contesto moderno. In esso è comunque previsto lo studio aggiuntivo delle armi tradizionali.

## Lignaggio
Il To-shin Do comprende:
- Togakure Ryu
- Koto Ryu
- Gyokko Ryu
- Kukishinden Ryu
- Takagi Yoshin Ryu
- Shinden Fudo Ryu

## Il To-Shin Do in Italia
Attualmente, l'unico dojo di To-Shin Do in Italia ad essere ufficialmente riconosciuto da Hayes si trova ad Ancona, ed esercita sotto la direzione del maestro Luca Paniconi.